# Batrachoides surinamensis
Batrachoides surinamensis är en fiskart som först beskrevs av Bloch och Schneider, 1801.  Batrachoides surinamensis ingår i släktet Batrachoides och familjen paddfiskar. IUCN kategoriserar arten globalt som livskraftig. Inga underarter finns listade.